# Piero Pini
Piero Pini olasz üzletember, építész, a húsipari tevékenységet folytató Hungary Meat Kft. tulajdonosa és 2003-2006 között a Budapest Honvéd FC tulajdonosa.

## Tevékenysége Magyarországon
Magyarországon húsipari tevékenységgel foglalkozik, a Hungary Meat Kft. tulajdonosa. Székhelye Kiskunfélegyházán van. Ez a vállalkozás 2011-ben több mint 74 milliárdos árbevétel mellett 1,5 milliárd forint adózás előtti eredményt tudott felmutatni.
A magyar labdarúgásban is szerepet vállalt. 2003-tól egészen 2006-ig a Budapest Honvéd FC tulajdonosa volt. A közvélemény által csak "fenomenó"-nak hívott játékosokat vitt a klubhoz, akiket nagy ígéretként harangozott be, de többségük hamar távozott. (pár fenomeno: Michal Silhavý, Max Oraze, Marcel Horký, Zoran Sztamenics, Patricio, Júnior, Mano Mano, Marito, Ariel, Yannick, Eric, Abraham – a Honvédnál). Az ő révén igazoltak közt volt Genito (Eugénio Fernando Bila), Miro (Almiro Daniel Lobo) és Benjamin (Benjamin Angoua Bory) akik a magyar élvonalban jól teljesítettek.
Vezetése alatt előfordultak a Honvédnál fizetési gondok és több nagy sajtóvisszhangot kiváltó ügybe is belekeveredett. A csapatnak sem ment jól és egymás után váltogatták az edzőket. A legnagyobb botrány 2005-ben Tornyi Barnabás körül alakult ki, akinek a klub 35 millió forint plusz áfával tartozott. Az ügyben az MLSZ fellebbviteli bizottsága úgy határozott, hogy az elmaradt fizetés miatt kizárja a Honvédot az élvonalból és az NB II-be sorolja át. Ezt a helyzetet úgy oldotta meg Piero Pini és a Honvéd akkori vezetése, hogy titkos paktumot kötöttek Tornyival és teljesítették a tartozásuk egy részét azért, hogy elkerülhessék a szégyenteljes visszasorolást.
2006 nyarán azzal borzolta a kedélyeket, hogy bejelentette a Budapest Honvédet elköltözteti Dunaújvárosba, ám a beadott klublicenc kérelem miatt ez nem volt lehetséges. A Honvéd szurkolóinak tiltakozása és a tulajdonostársa, Kiss Zsolt ellenállásán ez a szándék megbukott. Hosszú tárgyalások után eladta üzletrészét Kiss Zsoltnak, a Honvéd addigi kisebbségi tulajdonosának. Ő az üzletrész 80%-át az amerikai George F. Hemingway-nek adta el.
Pini nem vonult ki teljesen a futballból, a Dunaújváros FC szponzoraként ténykedik. Dunaújvárosba a klubmenedzseri székbe ültette Joze Groseljt, aki a Honvédnál is tevékenykedett, de mindössze két futballistát hozott csak a klubhoz (Abdou Tangara-t és Bojan Bozović-t).
Dunaújvárosban is a mozambiki vonalat erőltette, így került a klubhoz két mozambiki játékos, akik aztán hamar távoztak, ugyanis Pini eleinte nem törődött azzal, hogy a két játékos élő szerződéssel rendelkezett, így fizetni kellett volna érte, ám miután klubjuk a Nemzetközi Labdarúgó-szövetséghez akart fordulni, végül nem tartott rájuk igényt.